# Wilaya de Saïda
La wilaya de Saïda (en arabe : ولاية سعيدة / en berbère : Tamnaḍt n Saïda / en tifinagh : ⵜⴰⵎⵏⴰⴹⵜ l ⵙⴰⵢⴷⴰ), est une wilaya algérienne ayant pour chef-lieu la ville du même nom et située dans l'Ouest du pays.

## Géographie

### Localisation
La wilaya de Saïda occupe une position centrale dans l'Ouest de l'Algérie, elle est limitée : 
- au nord, par la wilaya de Mascara ;
- au sud, par la wilaya d'El Bayadh ;
- à l'ouest, par la wilaya de Sidi Bel Abbès ;
- à l'est, par la wilaya de Tiaret.

|                | Mascara         |        |
| Sidi Bel Abbès | wilaya de Saïda | Tiaret |
|                | El Bayadh       |        |

### Relief
La wilaya s'étend des monts de Daïa au nord à la région des Hauts-Plateaux au sud.
Les forêts couvrent un quart de la superficie totale de la wilaya. Les principaux oueds sont : Saïda, Abd, Tifret, Berbour.

### Climat
Le climat est semi-aride, chaud et sec en été et froid en hiver avec gelées fréquentes. La moyenne pluviométrique est d'environ 348 mm/an.

## Histoire
Ayant développé depuis la plus haute Antiquité une économie essentiellement pastorale, la région a connu une longue domination romaine, marquée par de nombreux soulèvements locaux, avant de passer au début du VIe siècle, après une période d'instabilité, sous l'autorité de la dynastie des Djeddars, de la zone de Frenda.
Devenue musulmane au VIIIe siècle, la région est intégrée au royaume de Tahert. C'est une période faste qui voit le développement des activités littéraires et scientifiques. Après une transition avec les Banou Hillal, qui laissent comme témoignage de leur passage la confrérie des Yagoubia, se succèdent, jusqu'au XVe siècle, les dynasties des Almoravides, Almohades et Zianides de Tlemcen, puis c'est au tour des Turcs de se manifester et de faire de la région un puissant aghalik placée sous l'autorité du bey de  Mascara. Face ensuite à la pénétration coloniale française, s'affirme la résistance nationale dirigée par l'Émir Abdelkader et qui trouve à Saïda un appui total.
A l'issue du découpage administratif de 1985, deux nouvelles wilayas sont créées et détachées de la wilaya de Saïda : la wilaya de Naâma et la wilaya d'El Bayadh.

## Démographie
Selon le recensement de 2008, la population de la wilaya de Saïda est de 330 641 habitants contre 143 786 en 1977. 3 communes dépassaient alors la barre des 25 000 habitants
| 1977    | 1987    | 1998    | 2008    |
| ------- | ------- | ------- | ------- |
| 143 786 | 235 494 | 279 526 | 330 641 |

| Commune       | Population | Taux de croissance annuel 2008/1998 |
| ------------- | ---------- | ----------------------------------- |
| Saïda         | 128 413    | 1,1 %                               |
| Ouled Khaled  | 30 484     | 4,7 %                               |
| Aïn El Hadjar | 29 022     | 3,1 %                               |

## Organisation de la wilaya

Organisation territoriale de la wilaya de Saïda

### Walis
Le poste de wali de la wilaya de Saïda a été occupé par plusieurs personnalités politiques nationales depuis l'indépendance en 1962.
| N° | Wali                   | Début              | Fin               |
| -- | ---------------------- | ------------------ | ----------------- |
| 1  |                        | 10 juillet 1962    | 23 octobre 1962   |
| 2  |                        | 26 octobre 1962    | 1er janvier 1964  |
| 3  |                        | 4 mars 1964        | 1er juillet 1964  |
| 4  |                        | 11 juillet 1964    | 27 janvier 1965   |
| 5  | Mohamed Dekhli         |                    | 19 juin 1965      |
| 6  | Abdelaziz Ouhibi       | 19 juin 1965       | 22 juillet 1965   |
| 7  | Mohamed Moulasserdoun  | 26 juillet 1965    |                   |
| 8  | Abdelaziz Madoui       | 12 octobre 1970    | 17 septembre 1974 |
| 9  | Mohamed Rachid Merazi  | 10 octobre 1974    | 31 août 1978      |
| 10 | Abdelkader Khelifa     | 1er septembre 1978 | 30 janvier 1983   |
| 11 | Abdelkrim Bouderghouma | 30 janvier 1983    |                   |
| 12 | Salah Laouir           |                    | 29 juillet 1990   |
| 13 | Belaribi Kadri         | 29 juillet 1990    | 28 novembre 1992  |
| 14 | Chaffai Benremouga     |                    | 30 juin 1994      |
| 15 | Hamid Chaouch          | 30 juin 1994       | 13 août 2000      |
| 16 | Saâd Agoudjil          | 13 août 2000       | 17 août 2004      |
| 17 | Mohamed El Kebir Raffa | 17 août 2004       | 11 août 2005      |
| 18 | Mohamed Benteftifa     | 11 août 2005       | 9 janvier 2010    |
| 19 | Boubekeur Abderrahmane | 30 septembre 2010  | 4 mars 2013       |
| 20 | Saïd Meziane           | 4 mars 2013        | 22 juillet 2015   |
| 21 | Djelloul Boukarabila   | 22 juillet 2015    | juillet 2017      |
| 22 | Saif El Islam Louh     | juillet 2017       | 25 janvier 2020   |
| 23 | Saïd Saayoud           | 25 janvier 2020    | 25 août 2021      |
| 24 | Abdelaziz Djouadi      | 25 août 2021       | 14 septembre 2022 |
| 25 | Ahmed Boudouh          | 14 septembre 2022  | 7 septembre 2023  |
| 26 | Amoumène Mermouri      | 7 septembre 2023   | en cours          |

### Daïras de la wilaya de Saïda
La wilaya de Saïda compte 6 daïras.

### Communes de la wilaya de Saïda
La wilaya de Saïda compte 16 communes.

## Ressources hydriques
Cette wilaya comprend les barrages suivants:
- Barrage de Kef Bouali[17].
- Retenue collinaire de Ouled Brahim.
- Retenue collinaire de Doui Thabet.

Ces barrages font partie des 65 barrages opérationnels en Algérie alors que 30 autres sont en cours de réalisation en 2015.

## Santé
- Hôpital de Saïda.

## Transports
Le réseau routier de la wilaya est constitué de : 372 km de routes nationales, 645 km de routes wilayals et 433 km de routes communales.
Une ligne de chemin de fer traverse la wilaya du Nord au Sud.

## Patrimoine

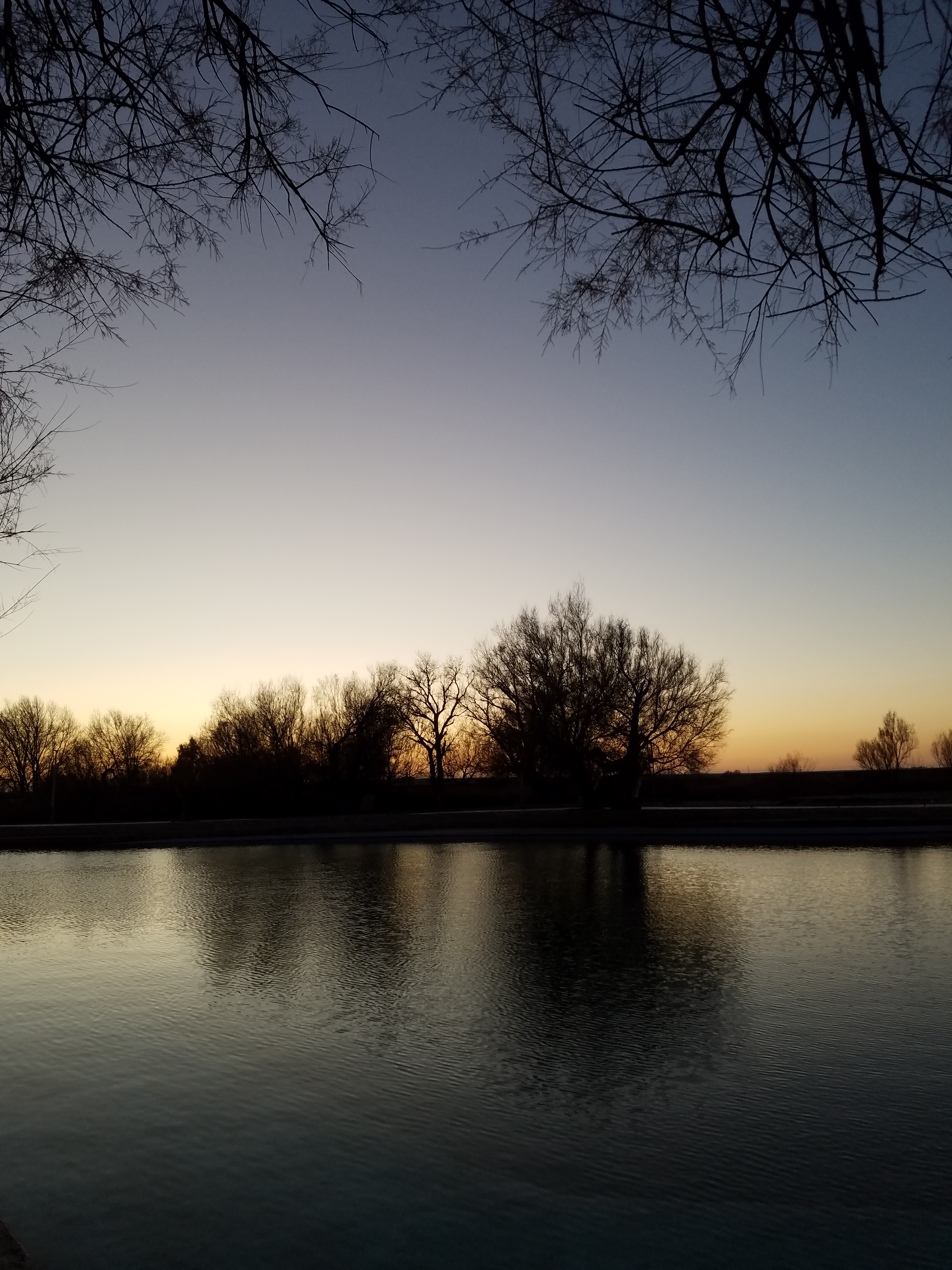
Image d’ un site naturel dans la province de Saïda

La wilaya dispose d'une centaine de ruines et vestiges historiques. Le village de Tidernatine dispose d'une muraille, épaisse de 1,40 m, en pierres sèches. Tafrent abrite les ruines d'un grand village berbère avec une enceinte. Sur le plan archéologique et paléontologique, plusieurs stations d'art pariétal et des grottes sont réparties à travers les localités de Aïn Lahdjar, Aïn El-Manaâ et Tifrit. La région recèle également des vestiges romaines, à l'instar des monuments Limas Sibtim Siver dans la commune de Aïn Soltane, et les remparts Loko à Maâta (dans la commune de Youb), et d'autres sites éparpillés à travers la commune de Ouled Brahim.
La wilaya dispose de plusieurs stations thermales : Hammam Sidi Aïssa, Hammam Rabbi et Aïn Sekhouna.